# Джон Андерсон (футболіст)
Джон Андерсон (англ. John Christopher Patrick Anderson; нар. 7 листопада 1959, Дублін) — ірландський футболіст, захисник.
Насамперед відомий виступами за клуб «Ньюкасл Юнайтед», а також національну збірну Ірландії.

## Клубна кар'єра
Вихованець футбольної школи клубу «Вест-Бромвіч Альбіон».
У дорослому футболі дебютував 1979 року виступами за команду клубу «Престон Норт-Енд», в якій провів три сезони, взявши участь у 51 матчі чемпіонату.
1982 року перейшов до клубу «Ньюкасл Юнайтед», за який відіграв 9 сезонів. Більшість часу, проведеного у складі «Ньюкасл Юнайтед», був основним гравцем захисту команди. Завершив професійну кар'єру футболіста виступами за команду «Ньюкасл Юнайтед» у 1991 році

## Виступи за збірну
1979 року дебютував в офіційних матчах у складі національної збірної Ірландії. Протягом кар'єри у національній команді, яка тривала 10 років, провів у формі головної команди країни лише 16 матчів, забивши 1 гол.
У складі збірної був учасником чемпіонату Європи 1988 року у ФРН.